# Tereza Králová
Tereza Králová (née le 22 octobre 1989) est une athlète tchèque, spécialiste du lancer de marteau.
Le 18 mai 2013, elle porte son record personnel à 70,21 m à Kladno.